# Nərimanov
Nərimanov è un comune dell'Azerbaigian situato nel distretto di Saatlı.